# Zapili
Zapili est une localité du Cameroun située dans la commune de Moutourwa, le département du Mayo-Kani et la Région de l'Extrême-Nord, au pied des monts Mandara, à proximité de la frontière avec le Tchad.

## Localisation
Zapili est localisé à 10° 07′ 08″ N, 14° 15′ 50″ E.